# دانشگاه دولتی کومرات
دانشگاه دولتی کومرات (به لاتین: Comrat State University) یک دانشگاه در مولداوی است که در کومرات واقع شده‌است.